# Merpins
Merpins – miejscowość i gmina we Francji, w regionie Nowa Akwitania, w departamencie Charente.
Według danych na rok 1990 gminę zamieszkiwało 1 025 osób, a gęstość zaludnienia wynosiła 98 osób/km² (wśród 1467 gmin regionu Poitou-Charentes Merpins plasuje się na 299. miejscu pod względem liczby ludności, natomiast pod względem powierzchni na miejscu 808.).